# Beschlussfähigkeit
Die Beschlussfähigkeit (lateinisch quorum) erfordert das Erreichen oder Überschreiten einer durch Rechtsnormen festgelegten Mindestzahl aller stimmberechtigten anwesenden Mitglieder eines Kollegialorgans, um Entscheidungen treffen zu können.

## Allgemeines
Zu den Kollegialorganen gehören insbesondere Organe, Parlamente, Vereine, Ausschüsse, Gremien, Behörden, Parteien, Hauptversammlungen oder Wohnungseigentümerversammlungen. Eine Beschlussfähigkeit (Quorum) ist in diesen Gremien nicht erforderlich, wenn für die stimmberechtigten Mitglieder Anwesenheitspflicht besteht. Ist jedoch die Feststellung der Beschlussfähigkeit einer Beschlussfassung vorgeschaltet, stellt die Beschlussfähigkeit die wesentlichste formelle Voraussetzung für die Gültigkeit einer materiellen Sachentscheidung dar. Während die Anwesenheit ein Mittel zur Erreichung der Beschlussfähigkeit darstellt, ist die Stimmabgabe bei der Beschlussfassung ein Mittel zur Erreichung der Stimmenmehrheit oder Einstimmigkeit.
Die Beschlussfähigkeit ist Voraussetzung für das rechtmäßige Zustandekommen von Beschlüssen und soll sicherstellen, dass der Entscheidungsprozess mit einer dem Demokratieprinzip und der Repräsentativität entsprechenden breiten Mehrheit erfolgt. Mit Mehrheiten soll verhindert werden, dass Minderheiten weitreichende Beschlüsse fassen können, die auch von den nicht anwesenden Mehrheiten getragen werden müssten. Beschlüsse sind eine kollektive Willensbildung innerhalb der Kollegialorgane, die anders als Gesamtakte reine Innenwirkung erzeugen, weil sie der internen Willensbildung des Organs dienen.

## Rechtsfragen
Wann Beschlussfähigkeit erreicht ist, regeln Gesetze, privatrechtliche oder öffentlich-rechtliche Satzungen oder Geschäftsordnungen. Die Beschlussfähigkeit ist im Regelfall für jeden einzelnen Beschluss erforderlich und muss deshalb – bei unübersichtlicher Personenzahl – vor jedem weiteren Beschluss neu ermittelt werden. Werden trotz Beschlussunfähigkeit Beschlüsse gefasst, sind sie unwirksam. Die Rechtsfolge einer Beschlussunfähigkeit ist stets die Unwirksamkeit von dennoch gefassten Beschlüssen. Eine weitere Folge der Beschlussunfähigkeit kann darin bestehen, dass eine Sitzung zu beenden ist, wenn ihr Hauptzweck in der Beschlussfassung besteht. Messgröße für die Beschlussfähigkeit ist meist die Anzahl der Personen, aber auch ein Kapitalanteil, Aktien oder Miteigentumsanteile.
Während bei der Aktiengesellschaft im Vorstand nach § 77 Abs. 1 AktG Beschlussfähigkeit durch die Mehrheit der Vorstandsmitglieder hergestellt ist, ist der Aufsichtsrat nach § 108 Abs. 2 AktG beschlussfähig, wenn mindestens die Hälfte der Mitglieder an der Beschlussfassung teilnimmt. Für die Hauptversammlung dagegen stellt das Gesetz bis auf eine Ausnahme (Nachgründung; § 52 Abs. 5 Satz 2 AktG) keine Regelungen auf. Die Hauptversammlung ist deshalb stets beschlussfähig, ohne Rücksicht auf die Höhe des vertretenen Grundkapitals oder die Anzahl der anwesenden Aktionäre. Erscheint auch nur ein Aktionär, so kann dieser im Rahmen der Tagesordnung jeden beliebigen Beschluss fassen. Bei der GmbH setzt die Beschlussfassung der Gesellschafter nach dem GmbH-Gesetz keine Beschlussfähigkeit voraus. Die an der Beschlussfassung teilnehmenden Gesellschafter können Beschlüsse unabhängig davon treffen, ob sie eine Stimmen- oder Kapitalmehrheit bilden; näheres kann der Gesellschaftsvertrag bestimmen.
Nach § 45 Abs. 1 Geschäftsordnung des Deutschen Bundestages (GOBT) müssen zur Beschlussfähigkeit mehr als die Hälfte der Bundestagsmitglieder im Sitzungssaal anwesend sein. Wird die Beschlussfähigkeit angezweifelt, so kann gemäß § 45 Abs. 2 GOBT per Hammelsprung überprüft werden, ob sich mehr als die Hälfte der Mitglieder im Sitzungssaal befinden. Werden trotz Beschlussunfähigkeit im Bundestag Gesetzesbeschlüsse gefasst, sind sie unwirksam. Bei festgestellter Beschlussunfähigkeit ist die Sitzung durch den Bundestagspräsidenten sofort aufzuheben (§ 45 Abs. 3 GOBT). Ein Senat des Bundesverfassungsgerichts ist nach § 15 BVerfGG beschlussfähig, wenn mindestens sechs Richter anwesend sind. 
Die Beschlussfähigkeit kommt bei Gläubigerversammlungen im Insolvenzrecht zustande, wenn die Summe der Forderungsbeträge der zustimmenden Gläubiger mehr als die Hälfte der Summe der Forderungsbeträge der abstimmenden Gläubiger beträgt (§ 76 Abs. 2 InsO). 
Der Gläubigerausschuss ist nach § 72 InsO beschlussfähig, wenn die Mehrheit der Mitglieder an der Beschlussfassung teilgenommen hat und der Beschluss mit der Mehrheit der abgegebenen Stimmen gefasst worden ist. Im Wertpapierrecht ist sie nach § 15 Abs. 3 SchVG beschlussfähig, wenn die Anwesenden wertmäßig mindestens 50 % der ausstehenden Schuldverschreibungen vertreten. 
Von der Beschlussfähigkeit zu unterscheiden ist die für einen Beschluss erforderliche Mehrheit. In der Hauptversammlung bedürfen allgemein die Beschlüsse der einfachen Stimmenmehrheit (§ 133 Abs. 1 AktG). Daneben kennt das Gesetz 75 % der abgegebenen Stimmen (bei Widerruf der Bestellung von Aufsichtsratsmitgliedern nach § 103 Abs. 1 AktG, Zustimmung zur Geschäftsführung gemäß § 111 Abs. 4 AktG), 75 % des vertretenen Grundkapitals ist insbesondere bei Nachgründung (§ 52 Abs. 5 AktG), Satzungsänderung (§ 119 Abs. 1 Nr. 5 AktG) oder Kapitalerhöhung (§ 119 Abs. 1 Nr. 6 AktG) erforderlich. 100 % (Einstimmigkeit) der Stimmen sind für eine einzugliedernde Gesellschaft (§ 319 Abs. 12 AktG) oder Rechtsformwechsel (§ 233 Abs. 1 UmwG) notwendig.

## International
In Frankreich und in Großbritannien setzt die Beschlussfähigkeit der Hauptversammlung das Erreichen einer Kapitalmindestpräsenz voraus. In Frankreich muss bei einer ordentlichen Hauptversammlung mindestens 25 % des gezeichneten Kapitals anwesend sein, in England sind zwei stimmberechtigte Aktionäre erforderlich. Der Senat der Vereinigten Staaten benötigt nach der Verfassung für seine Beschlussfähigkeit mindestens die Hälfte der Senatoren plus einem. Das Verfassungsgesetz von 1867 legt die Beschlussfähigkeit des kanadischen Senats auf mindestens 15 anwesende Senatoren einschließlich des Sitzungspräsidenten fest.